# Mirko Miočić
Mirko Miočić (Rtina kod Zadra, 23. srpnja 1956. – Zadar, 15. svibnja 2017.) bio je jedan od najpoznatijih hrvatskih kvizomana.

## Životopis
Osnovnu i srednju školu završio je u Rijeci, te je 1978. završio studij prava, no nikad nije diplomirao. Godine 1991. vraća se u Rtinu.
Rođak je svjetskog prvaka po UFC-u u mješovitim borilačkim vještinama Stipe Miočića, s kojim se prvi put uživo upoznao 2014. godine: Stipin djed i Mirkova mati prvi su rođaci.

### Kvizovi
U intervjuu za tjednik Nacional 2013. godine o sebi je rekao: "Od specifičnih znanja kojima čovjek pobjeđuje u kvizu drugdje u životu nema velike koristi. Ali neki ljudi su za to nadareni, imaju bolju moć koncentracije, bolju memoriju. Ja sam jedan od takvih."
Mirko je prvi puta nastupio 1972. godine u kvizu Tri, dva, jedan... ali vrijedan i osvojio drugo mjesto.
1982. godine prijavljuje se na Kviskoteku, gdje pobjeđuje 1983. te osvaja 20.000 dinara. 1986. godine nastupa u nekoliko izlučnih emisija Kviskoteke, te u superfinalu 1986. osvaja treće mjesto. Ispred njega su bili Radoslav Dodig i Robert Pauletić. Kasnije je uspješno sudjelovao u ostalim kvizovima i igrama asocijacije: Tri, dva, jedan, ali vrijedan, Diplomac, Izazov, Upitnik i Jackpot.
Često se morao kvalificirati u hrvatskoj inačici kviza Tko želi biti milijunaš? putem najbržeg prsta. Kad je uspio, osvojio je 32.000 kuna (zadnji odgovor na hrvatskoj verziji Milijunaša iznosio je 1.000.000 kuna)
Tijekom prvih godina Milijunaša, više od 50 drugih natjecatelja ga je zvalo kao joker zovi. Ta suradnja mu je donijela nešto više od 100.000 kuna, dok je natjecateljima osigurao oko 470.000 eura. Radi toga (Mirko je bio jedan od najpozivanijih jokera zovi), uredništvo hrvatske inačice Milijunaša izmijenilo je pravila tako da se ista osoba mogla zvati najviše tri puta u sezoni. Od 2013. godine do ožujka 2016. godine, bio je lovac kviza Potjera. Napustio je kviz radi zdravstvenih problema, a planirao se vratiti na jesen 2017. godine.
Godine 2005. pojavio se u epizodi hrvatskog TV sitcoma Bitange i princeze, glumio je samoga sebe, a uloga mu je bila jedan od natjecatelja kviza Najslabija karika.
Mirko Miočić preminuo je u zadarskoj bolnici nakon što mu se zdravstveno stanje pogoršalo, 15. svibnja 2017. godine.

### Memorijal Mirka Miočića
U Zadru se od rujna 2017. godine održava kvizaško natjecanje Memorijal Mirka Miočića koje organizira zadarska kvizaška udruga - KviZD. Svake se godine u Zadru okupi oko 200-tinjak kvizaša iz Hrvatske, Bosne i Hercegovine, Srbije i drugih zemalja da bi se natjecalo u individualnim kvizovima, kvizu parova i ekipnom kvizu.